# Aeroporto Internacional de Escópia
O Aeroporto de Escópia (em macedônio: Меѓународен аеродром Скопје) (IATA: SKP, ICAO: LWSK) é um aeroporto internacional localizado na cidade de Petrovec e que serve principalmente à cidade de Escópia (Skopje), capital da Macedónia do Norte, sendo o principal aeroporto do país.